# Voxelización
Voxelización es un concepto que se refiere al proceso de segmentación por partes (porciones) de las imágenes, a las cuales nos referiremos como conjuntos volumétricos, para conseguir profundidad en una imagen. Estas imágenes divididas están compuestas por píxeles.
Se definen dos términos relacionados com este proceso: interpíxel e interslice.
- Interpíxel: es el espacio entre dos píxeles cualesquiera de una parte de la imagen (porción). Representa una distancia del mundo real.
- Interslice: es la distancia que existe entre dos porciones de una misma imagen. Representa una profundidad del mundo real.

El conjunto de la imagen es procesado cuando las porciones (que se crean mediante la segmentación de la imagen) se incorporan a la memoria de un ordenador. Este se basa en las distancias interpíxel e interslice para reflejar con exactitud las muestras con volumen del mundo real. Una vez terminado este proceso, el conjunto ya se considera un único bloque de datos, donde los píxeles de cada porción tienen volumen y, por lo tanto, pasan a denominarse vóxeles.